# Minimumbanskärningsavstånd
Minimumbanskärningsavstånd, Minimum orbit intersection distance - MOID, är ett mått som används för att bedöma risken för kollision mellan två astronomiska objekt. Det definieras som avståndet mellan de närmaste punkterna i omloppsbanorna för de två objekten. MOID mellan ett objekt och jorden, är av särskilt intresse eftersom det kan användas för att bedöma risken för kollision. MOID för andra kroppar, såsom Jupiter och Venus, finns ofta inkluderade i databaser för kometer och asteroider, som Jet Propulsion Laboratorys JPL Small-Body Database. 
MOID är ett viktigt mått för att följa och spåra asteroider och kometer som kan utgöra en hotpotential mot jorden. Astronomer och rymdorganisationer runt om i världen övervakar regelbundet MOID för att bedöma risken för kollision och vidta eventuella åtgärder för att undvika eventuella kollisioner.
MOID kan också användas för att undersöka de dynamiska egenskaperna hos solsystemet och hur de olika kropparna påverkar varandra. Genom att mäta MOID för olika par av kroppar kan man undersöka deras omloppsbanor och se om de kan påverka varandras rörelsemönster. Detta kan vara av intresse för att förstå hur kometer och asteroider kan påverka jorden och andra planeter över tid.